# Otto Baumann (Künstler)

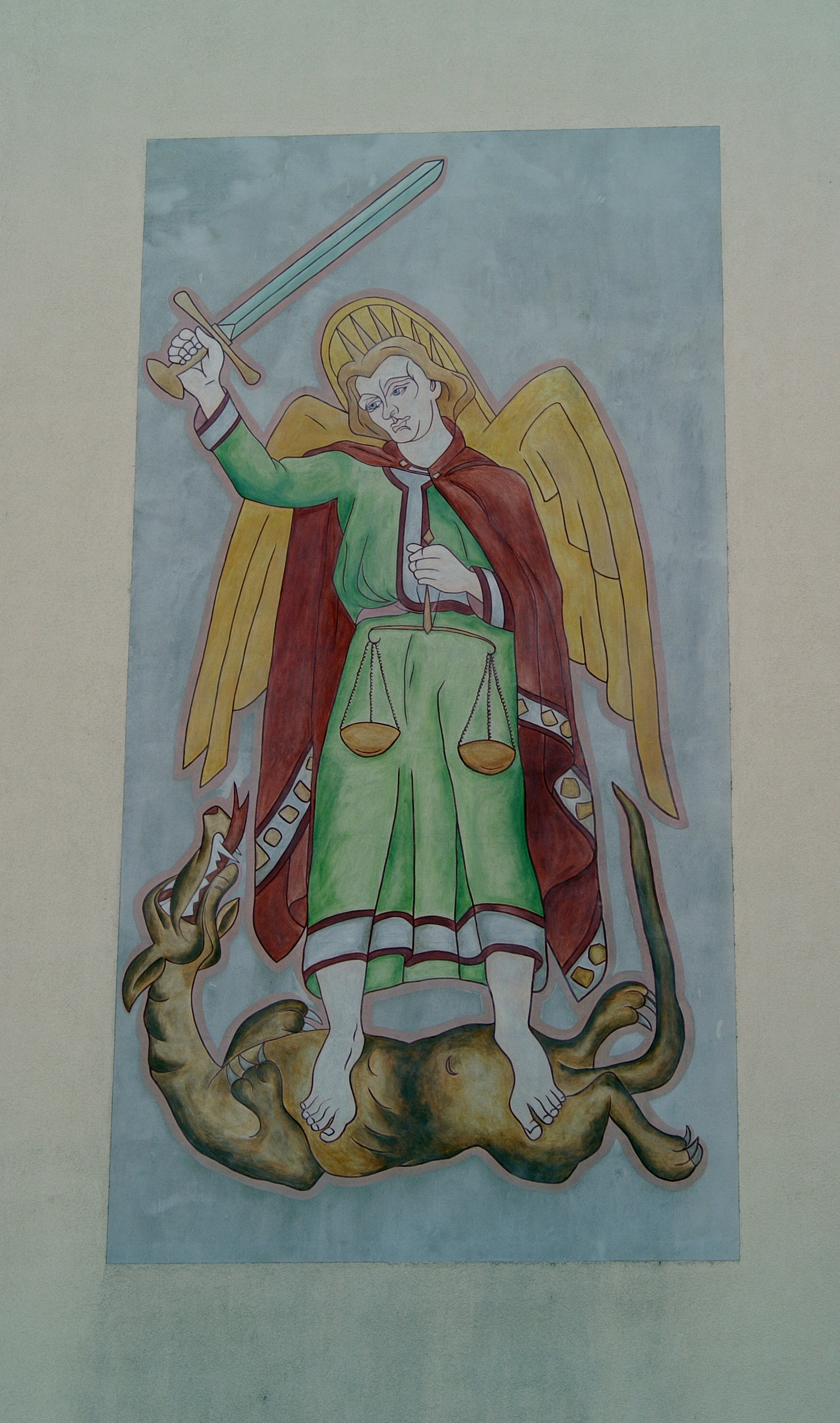
Werk an der Lessingstraße 20 in Regensburg, 1950; 2003 rekonstruiert

Otto Baumann (* 16. Oktober 1901 in Regensburg; † 1. Juli 1992 ebenda) war ein deutscher Maler und Grafiker.

## Leben
Geboren wurde Otto Baumann in Regensburg am 16. Oktober 1901 in der Kaserne, die jetzt das Regensburger Stadtmuseum beherbergt. Nach dem Besuch der Oberrealschule    absolvierte er in den Jahren 1920 bis 1927 eine Lehre als Dekorationsmaler und das Studium an der Kunstgewerbeschule in Köln bei Robert Seuffert. Von 1927 bis 1934 folgte das Studium an der Akademie der Bildenden Künste in München bei Ludwig von Herterich und Karl Caspar. Ein weiterer Ausbildungsaufenthalt führte ihn zwischen 1927 und 1930 nach Paris an die Académie Colarossi. Von 1930 bis 1934 setzte er das Studium bei Karl Caspar fort, zur selben Zeit wie sein Regensburger Kollege Hans Geistreiter.
Ab 1929 folgten verschiedene Reisen nach Frankreich, Italien, Spanien, England, Jugoslawien und Griechenland. So zog es ihn nochmals 1930 bis 1931 nach Frankreich, in die Normandie und nach Paris mit seinem Freund, dem Maler Fritz Harnest.
Baumann lebte in den Jahren 1934 bis 1959 als freier Künstler in Oberndorf bei Regensburg.
1940 heiratete er seine erste Frau Elisabeth Reiter, die nach der Trennung 1966 wieder ihren Mädchennamen annahm.
1967 heiratete er die Lehrerin Maria Baumann Anna Wagner, welche zunächst bis 1971 in der Schule Ziegetsdorf, nach deren Auflösung in der St. Wolfgangsschule, einer im Regensburger Stadtteil Kumpfmühl gelegenen Schule tätig war.

## Auszeichnungen
- 1961 Kulturpreis Ostbayern, OBAG
- 1966 Kulturförderpreis der Stadt Regensburg
- 1972 Albertus-Magnus-Medaille der Stadt Regensburg
- 1984 Kulturpreis des Bayerischen Wald-Vereins